# Spurilla neapolitana
Spurilla neapolitana là một loài sên biển, một loài động vật thân mềm sinh sống ở biển trong họ Aeolidiidae. Đây là loài bản địa ở miền tây Đại Tây Dương, biển Caribbean và Địa Trung Hải. Loài này được miêu tả lần đầu tiên với danh pháp Eolis neapolitana bởi nhà tự nhiên học người Ý Stefano delle Chiaje trong năm 1841. Tuy nhiên, mặc dù một số tài liệu ghi là vào năm 1823, loài này không xuất hiện trong tập đầu tiên của cuốn hồi ký delle Chiaje, mà đã được xuất bản vào năm đó. Loài này về sau được xếp vào chi Spurilla.